# Macrogyrus canaliculatus
Macrogyrus canaliculatus is een keversoort uit de familie van schrijvertjes (Gyrinidae). De wetenschappelijke naam van de soort is voor het eerst geldig gepubliceerd in 1907 door Frogatt.